# Produit tensoriel de deux applications linéaires
Le produit tensoriel de deux applications linéaires est une construction qui à deux applications linéaires entre A-modules, u de E1 dans F1 et v de E2 dans F2, associe une application linéaire u⊗v entre produits tensoriels, de E1⊗AE2 dans F1⊗AF2.

## Définition
On suppose dans cette partie que l'anneau A est commutatif. Avec les notations de l'introduction, l'application
{\displaystyle E_{1}\times E_{2}\to F_{1}\otimes _{A}F_{2},\quad (x,y)\mapsto u(x)\otimes v(y)}
est A-bilinéaire. D'après la propriété universelle du produit tensoriel, il existe une unique application linéaire {\displaystyle \varphi (u,v):E_{1}\otimes _{A}E_{2}\to F_{1}\otimes _{A}F_{2}} telle que
{\displaystyle \forall (x,y)\in E_{1}\otimes _{A}E_{2},\varphi (u,v)(x\otimes y)=u(x)\otimes v(y).}
De plus, l'application {\displaystyle \varphi } de l'espace {\displaystyle \mathrm {Hom} _{A}\,(E_{1},F_{1})\times \mathrm {Hom} _{A}\,(E_{2},F_{2})} dans le module {\displaystyle \mathrm {Hom} _{A}\,(E_{1}\otimes _{A}E_{2},F_{1}\otimes _{A}F_{2})} est bilinéaire ; il existe donc une application linéaire canonique
telle que
{\displaystyle \varphi (u,v)=\psi (u\otimes v)} pour toutes applications A-linéaires {\displaystyle u:E_{1}\to F_{1}}, {\displaystyle v:E_{2}\to F_{2}}.
L'application {\displaystyle \varphi (u,v)} de {\displaystyle E_{1}\otimes _{A}E_{2}} dans {\displaystyle F_{1}\otimes _{A}F_{2}} s'appelle le produit tensoriel de u et v, et il se note dans la pratique u⊗v. Attention, cette notation est abusive, car elle peut désigner deux objets de nature différente :
- l'élément du produit tensoriel {\displaystyle \mathrm {Hom} _{A}\,(E_{1},F_{1})\otimes _{A}\mathrm {Hom} _{A}\,(E_{2},F_{2})} (qui n'est pas une application linéaire),
- son image par ψ dans {\displaystyle \mathrm {Hom} _{A}\,(E_{1}\otimes _{A}E_{2},F_{1}\otimes _{A}F_{2})} (l'application A-linéaire {\displaystyle \varphi (u,v)}).

D'autant plus que ψ n'est pas toujours un isomorphisme, si bien qu'il est impossible d'identifier les deux « u⊗v ».
Néanmoins, lorsque E1 et E2 sont des modules libres de rang fini (par exemple des espaces vectoriels de dimension finie), ψ est un isomorphisme, et cela a bien un sens de confondre les deux notations u⊗v. En particulier, ψ fournit, sous cette hypothèse, des isomorphismes canoniques de E1*⊗AE2* dans (E1⊗AE2)* et de E1*⊗AF2 dans HomA(E1, F2).

## Propriétés
- Si {\displaystyle E_{1},E_{2},F_{1},F_{2},G_{1},G_{2}} sont six modules, et si on se donne des applications linéaires {\displaystyle u_{i}:E_{i}\to F_{i}}, {\displaystyle v_{i}:F_{i}\to G_{i}}, alors{\displaystyle (v_{1}\circ u_{1})\otimes (v_{2}\circ u_{2})=(v_{1}\otimes v_{2})\circ (u_{1}\otimes u_{2}).}
- Si {\displaystyle u_{i}} est un isomorphisme de {\displaystyle E_{i}} sur {\displaystyle F_{i}} et {\displaystyle v_{i}} est l'isomorphisme réciproque, alors{\displaystyle u_{1}\otimes u_{2}} est inversible et son inverse est {\displaystyle v_{1}\otimes v_{2}}.